# RoboCup IranOpen
RoboCup IranOpen — это региональное объединение иранских робототехников, принимающих участие в международных соревнованиях RoboCup, целью которых является развитие ИИ, робототехники и сфер связанных с ними. Данная площадка дает возможность участникам из разных стран представить свои технологии широкой публике.
Главная задача проекта RoboCup — к 2050 году создать футбольную команду, полностью состоящую из автономных роботов-гуманоидов, которая сможет обыграть действующего чемпиона мира.
IranOpen представляет собой площадку для команд, желающих принять участие в Международных соревнованиях RoboCup. Ежегодно в соревнованиях IranOpen принимают участие сотни команд из порядка десяти стран.

## История

### IranOpen 2006
Университет Азад в Казвине в 2006 году предложил Федерации RoboCup план проведения олимпиады по робототехнике ОткрытыйИран2006, которые позже был утверждён. Олимпиада IranOpen2006 была проведена на тегеранской международной ярмарке с 7 по 9 апреля. Это был первый успешный RoboCup, проведённый в Иране. Около 100 команд приняли участие по 7 направлениям, а посетило олимпиаду более 3000 человек.

### IranOpen 2007
После успешно проведённой олимпиады по робототехнике в 2006 году, Казвинский Университет Азад подал заявку на проведение следующего RoboCup на платформе тегеранской международной ярмарки, но уже в более широком диапазоне. Федерация RoboCup утвердила данный план, и в апреле 2007 года на олимпиаде ОткрытыйИран2007 уже участвовало около 260 команд по 15 направлениям. Более 5000 зрителей наблюдало за происходящим.

### IranOpen 2008
В 2008 году Федерация RoboCup вновь одобряет план Университета Азад. Но в этом году олимпиада уже прошла на базе самого университета, в его основном корпусе. RoboCup проходил с 3 по 5 апреля. В олимпиаде приняли участие все команды, которые изъявили желание и подали заявки. ОткрытыйИран2008 в этот раз охватило 16 направлений робототехники.

### IranOpen 2009
В 2009 году Университет Азад в Казвине в четвёртый раз организует RoboCup. Олимпиада прошла с 4 по 6 апреля. Организаторы приложили все усилия для того, чтобы сделать соревнования максимально комфортными для участников.

### IranOpen 2011
В 2011 году RoboCup прошёл на тегеранской международной ярмарке с 5 по 9 апреля. В олимпиаде приняли участие около 350 команд из 14 стран. Участники соревновались по 22 направлениям.

### IranOpen 2012
В 2012 году RoboCup прошёл также на тегеранской международной ярмарке, с 3 по 7 апреля. В Олимпиаде приняли участие 330 команд из 13 стран, которые соревновались по 24 направлениям.

### IranOpen 2016
В 2016 году RoboCup прошёл на тегеранской международной ярмарке, с 6 по 8 апреля.

### IranOpen 2017
В 2017 году RoboCup прошёл на Тегеранской международной выставке, с 5 по 7 апреля. Организатором олимпиады был Казвинский Университет Азад, который на протяжении нескольких лет показывал себя с лучшей стороны.
(https://www.youtube.com/watch?v=257GyGvdmD4 Видео соревнований IranOpen 2010)